# York University (Toronto Subway)

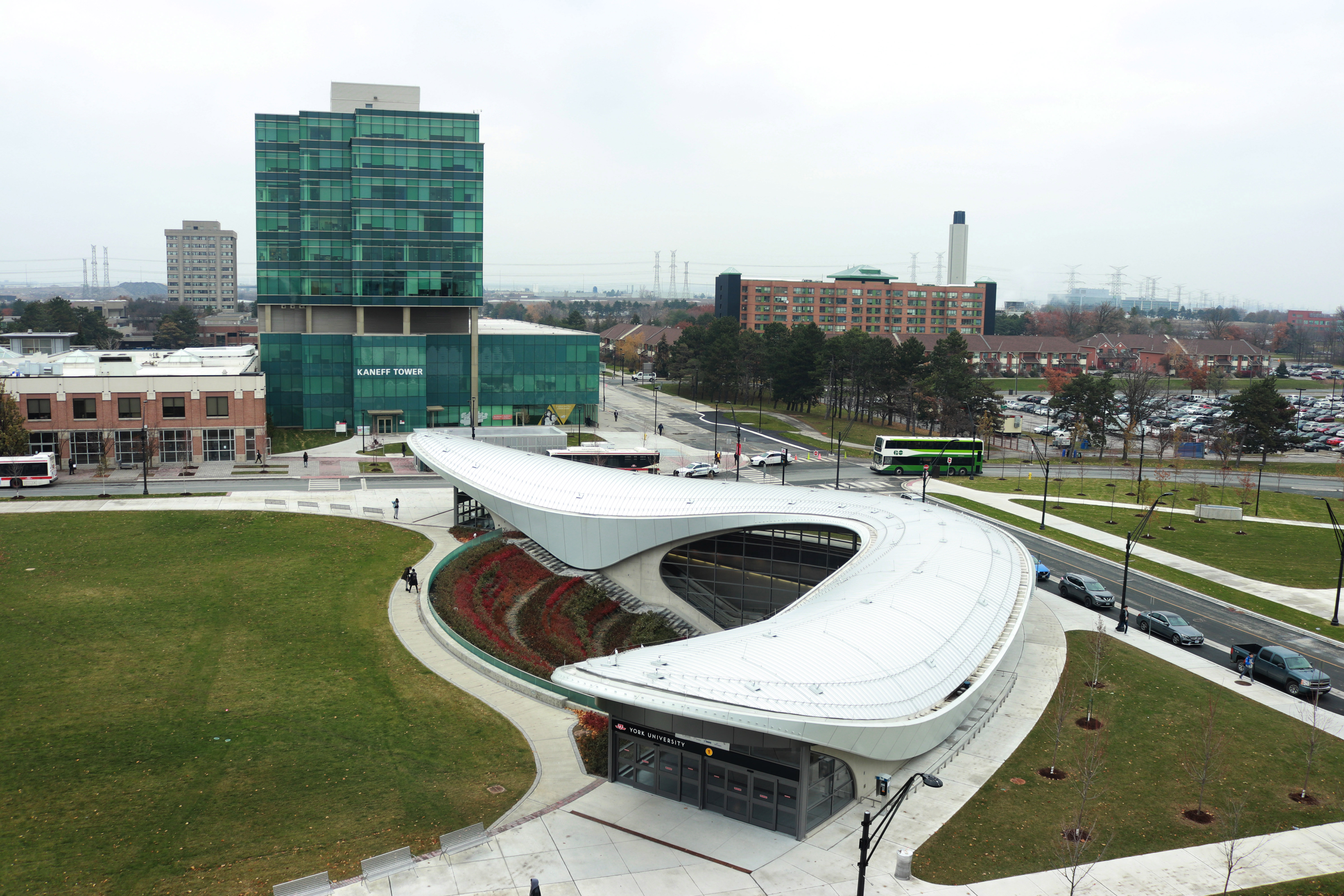
Station York University im November 2017

York University ist eine unterirdische U-Bahn-Station in Toronto. Sie liegt an der Yonge-University-Linie der Toronto Subway, an der Kreuzung von York Boulevard und Macdonald Boulevard. Sie erschließt den Hauptcampus der York University und wird täglich von durchschnittlich 34.130 Fahrgästen genutzt.

## Station

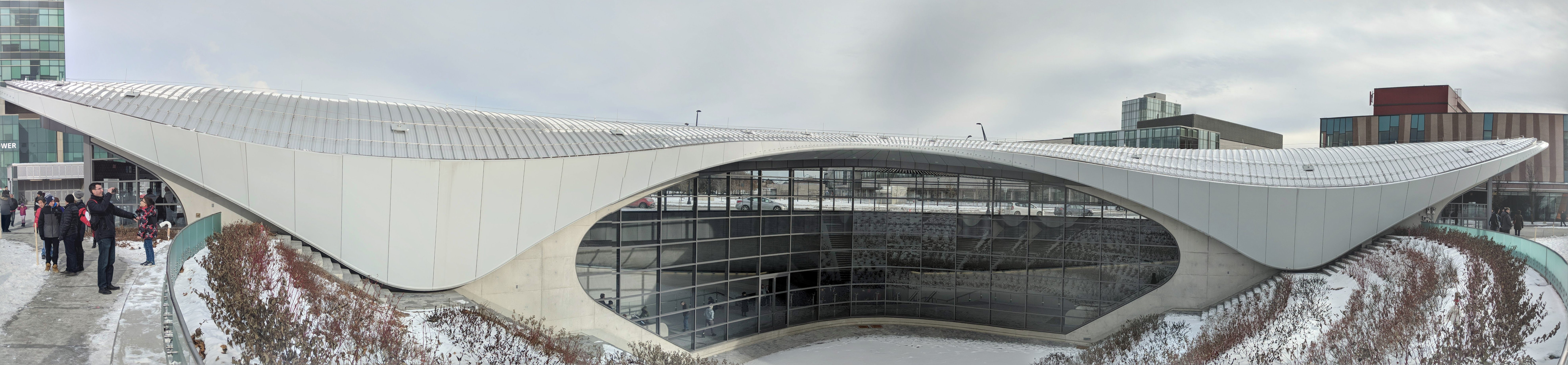
Seitenansicht

Die von Südosten nach Nordwesten ausgerichtete Station befindet sich unter dem östlichen Ende des Harry W. Arthurs Common, einer Grünfläche im Zentrum des Campus, von wo aus die universitären Einrichtungen leicht erreichbar sind. Das vom renommierten Architekturbüro Foster + Partners entworfene Stationsgebäude weist die Form eines Bumerangs auf. Es ist so konzipiert, dass möglichst viel natürliches Tageslicht zu den unteren Ebenen mit dem Mittelbahnsteig durchdringt. An den beiden weit ausladenden Enden ist je ein Eingang zu finden, in der Mitte des lang gezogenen postmodernen Bauwerks ein gläserner Lichtschacht. Das Jason Bruges Studio in London war für die künstlerische Gestaltung zuständig. Es montierte am östlichen Ende eine Reihe von gläsernen Paneelen; hinter diesen sind Flüssigkristallanzeigen angebracht, die unterschiedliche Schwarz-Weiß-Töne erzeugen.

## Geschichte

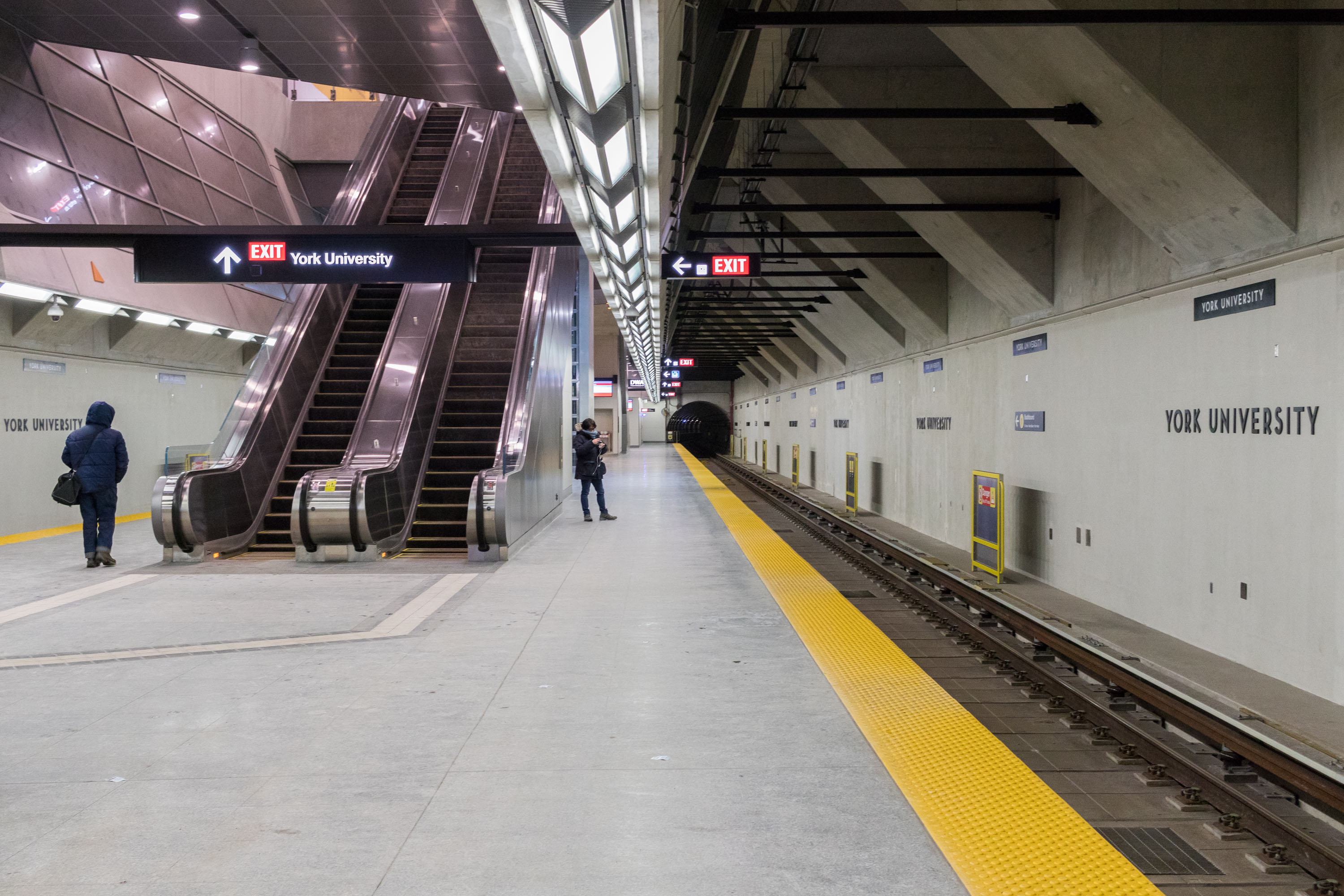
Bahnsteig

Der offizielle Spatenstich für die Verlängerung der Yonge-University-Linie fand am 27. November 2009 statt. Die eigentlichen Tunnelbohrarbeiten begannen im Juni 2011. Am 11. Oktober 2011 ereignete sich während der Bauarbeiten ein schwerer Unfall, als ein Bohrkran zu Boden stürzte. Dabei wurden ein Bauarbeiter getötet und fünf weitere verletzt.
Die Eröffnung der Station erfolgte am 17. Dezember 2017. Der Busbahnhof der Universität, der sich neben dem U-Bahnhof befindet, hatte seine Kapazitätsgrenze erreicht. Täglich wurde er von über 1400 Bussen der Toronto Transit Commission (TTC) bedient. Hinzu kamen täglich mehrere hundert Busse der Unternehmen GO Transit, York Region Transit, Brampton Transit and Greyhound Canada. Mit der Eröffnung der Subway-Verlängerung konnte der Busbahnhof substanziell entlastet werden, da zahlreiche Linien zu neu errichteten Busbahnhöfen bei den Subway-Stationen Pioneer Village und Toronto Metropolitan Centre umgeleitet wurden. Seither fährt nur noch eine TTC-Buslinie die Universität an.